# Paul Nicklen
Paul Nicklen, né le 21 juillet 1968 à Tisdale, est un biologiste et photographe animalier canadien.
Il a grandi sur l'île de Baffin dans une communauté inuit. Il a étudié à l'université de Victoria.
Il travaille pour la National Geographic Society.

## Biographie
Cofondateur de SeaLegacy et photographe pour le National Geographic, Paul Nicklen est un défenseur des fonds marins reconnu et un intervenant souvent sollicité pour les conférences TED. Dans son dernier ouvrage, Born to Ice, il revient sur l'origine de son amour hors du commun pour les régions polaires de notre planète. Dans ses images saisissantes des emblèmes de la faune de l'Arctique et ses histoires contées en images, la beauté éphémère des paysages de glace s'unit à un poignant appel à l'action,.
Son travail offre un accès au royaume sous-marin dont peu de gens sont témoins. L'imagerie sensible et évocatrice de Nicklen a remporté plus de 30 des plus hautes récompenses décernées à tout photographe dans son domaine, y compris le Wildlife Photographer of the Year et la prestigieuse World Press Photo for Photojournalism.